# Rüdiger Wick
Rüdiger Wick (* 14. Oktober 1971 in Bonn) ist ein deutscher Jurist und Richter am Bundesfinanzhof.

## Leben und Wirken
Wick studierte Rechtswissenschaften an der Universität Köln, wo er 1997 sein Erstes Juristisches Staatsexamen ablegte. Nach dem anschließenden Referendariat legte er 2000 in Düsseldorf sein Zweites Staatsexamen ab. Zum 1. Oktober 2000 trat er in die Finanzverwaltung des Landes Hessen ein und wurde dort im Höheren Verwaltungsdienst an den Finanzämtern Offenbach-Land und Darmstadt eingesetzt. Zum 1. Juli 2002 wechselte er als Richter in den Höheren Justizdienst des Landes Rheinland-Pfalz. Dort wurde er zunächst am Verwaltungsgericht Neustadt an der Weinstraße eingesetzt, ab Januar 2008 war Wick als Richter am Finanzgericht Rheinland-Pfalz in Neustadt an der Weinstraße tätig. Von November 2010 bis Juni 2013 erfolgte eine Abordnung als wissenschaftlicher Mitarbeiter an das Bundesverfassungsgericht.
Im Juli 2017 wurde Wick zum Richter am Bundesfinanzhof gewählt. Er trat diese Stelle zum 1. November 2018 an und wurde dem vor allem für die Besteuerung von Einzelgewerbetreibenden sowie für Streitfälle in den Bereichen der Sonderausgaben und der Alterseinkünfte zuständigen X. Senat zugewiesen.